# The Tale of Squirrel Nutkin
The Tale of Squirrel Nutkin (A História do Esquilo Nutkin) é um livro infantil britânico escrito e ilustrado por Beatrix Potter publicado pela primeira vez pela editora Frederick Warne & Co em Agosto de 1903. A história conta as paripécias de Nutkin, um esquilo traquina, e a sua fuga de uma coruja chamada Old Brown. Este livro foi o segundo da escritora, depois do primeiro sucesso The Tale of Peter Rabbit, sendo um êxito imediato.
O conto Squirrel Nutkin tem a sua origem numa história e ilustrações que Beatrix tinha enviado a Norah Moore, a filha da ex-governanta da sua filha, Annie Carter Moore. As ilustrações tiveram por cenário Derwentwater e St. Herbert's Island, no Lake District.